# Distenia pryeri
Distenia pryeri es una especie de escarabajo longicornio del género Distenia, categorizada en la tribu Disteniini, de la orden Coleoptera. Fue descrita por Pascoe en 1885.

## Descripción
Mide 23 mm de longitud.

## Distribución
Se distribuye por Borneo.